# Mikazuki Taizō
Mikazuki Taizō (三日月 大造) (sinh ngày 24 tháng 5 năm 1971) là chính khách người Nhật Bản. Hiện tại, ông đang giữ chức vụ làm thống đốc tỉnh Shiga kể từ ngày 20 tháng 7 năm 2014.